# ГЕС Урі II
ГЕС Урі II – гідроелектростанція на північному заході Індії у штаті Джамму та Кашмір. Знаходячись між ГЕС Урі I та ГЕС Карот (Пакистан), входить до складу каскаду на річці Джелам, правій притоці Чинабу (впадає праворуч до Сатледжу, найбільшого лівого допливу Інду).
В межах проекту річку перекрили бетонною гравітаційною греблею висотою 44 метра та довжиною 175 метрів, яка потребувала 120 тис м3 матеріалу. Вона утворила водосховище з площею поверхні 0,41 км2 та об'ємом 6,3 млн м3.
Зі сховища під лівобережним гірським масивом прокладено дериваційний тунель довжиною 4,3 км з діаметром 8,3 метра, який переходить у два напірні водоводи діаметром по 5 метрів. У підсумку ресурс надходить до підземного машинного залу розмірами 132х15 метрів та висотою 41 метр.
Основне обладнання станції складається з чотирьох турбін типу Френсіс потужністю по 60 МВт, які використовують напір у 118 метрів та забезпечують виробництво 1124 млн кВт-год електроенергії на рік.
Відпрацьована вода повертається до Джеламу по відвідному тунелю довжиною 3,8 км з діаметром 8,4 метра.
Видача продукції відбувається по ЛЕП, розрахованій на роботу під напругою 400 кВ.